# Arthur Nash
Arthur Lawrence Nash (* 5. September 1914 in Thunder Bay, Ontario; † Januar 2000 ebenda) war ein kanadischer Eishockeytorwart.  

## Karriere
Arthur Nash begann seine Karriere als Eishockeyspieler bei den Port Arthur Bearcats, mit denen er Kanada bei den Olympischen Winterspielen 1936 repräsentierte. Anschließend wechselte der Torwart zu den Wembley Monarchs, für die er von 1936 bis 1938 in der English National League zwischen den Pfosten stand. Nach seiner Rückkehr nach Kanada spielte er unter anderem in der Saison 1941/42 für die Kimberley Dynamiters aus der Alberta-British Columbia Senior Hockey League.  

### International
Für Kanada nahm Nash an den Olympischen Winterspielen 1936 in Garmisch-Partenkirchen teil, bei denen er mit seiner Mannschaft die Silbermedaille gewann. 

## Erfolge und Auszeichnungen
- 1936 Silbermedaille bei den Olympischen Winterspielen